# Miconia bisulcata
Miconia bisulcata är en tvåhjärtbladig växtart som beskrevs av Ignatz Urban. Miconia bisulcata ingår i släktet Miconia och familjen Melastomataceae. Inga underarter finns listade i Catalogue of Life.